# Urzędów
Urzędów is een dorp in het Poolse woiwodschap Lublin, in het district Kraśnicki. De plaats maakt deel uit van de gemeente Urzędów en telt 1100 inwoners.

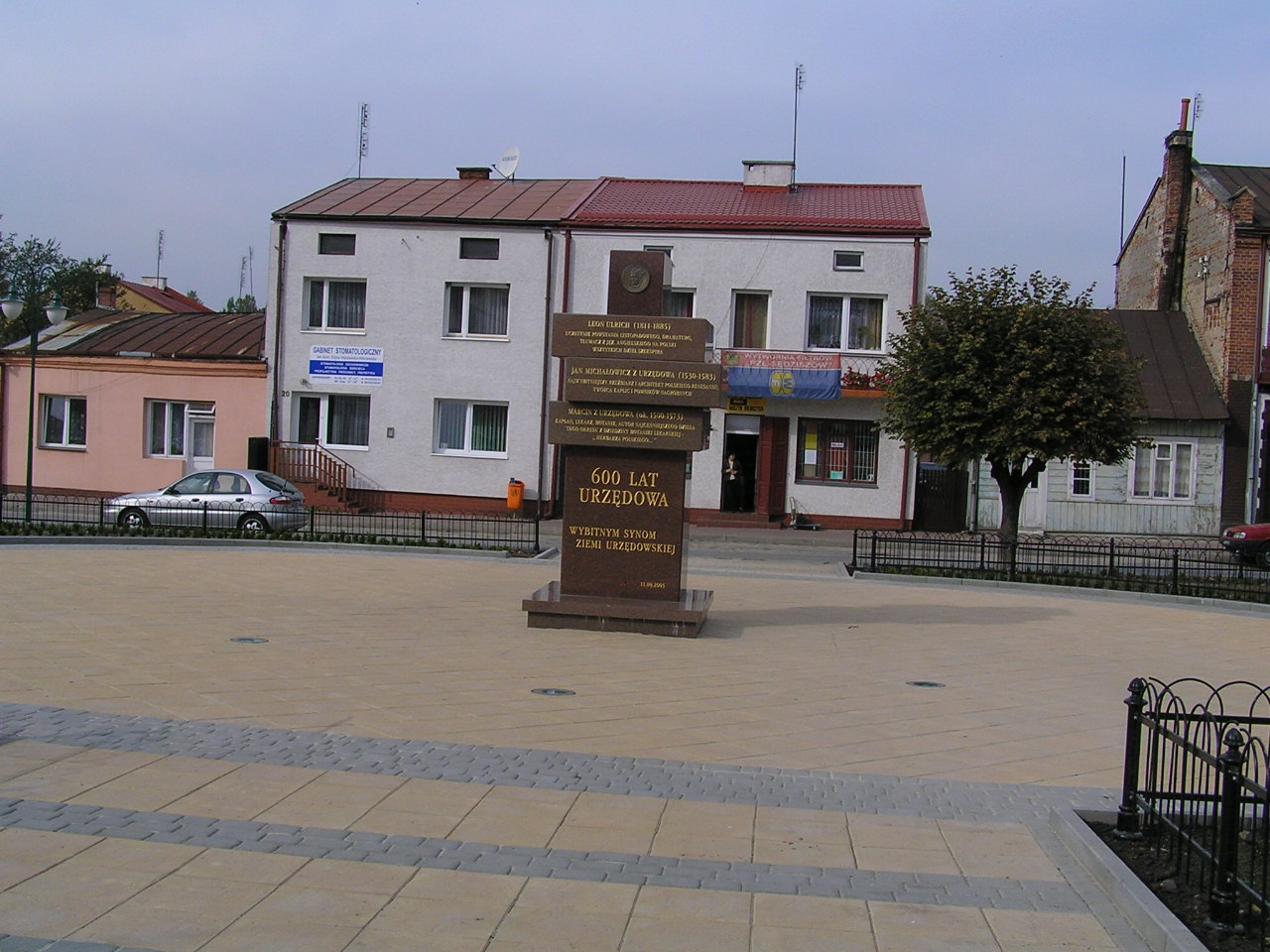
Urzędów - rynek miasta